# Фэлкон, Джефри
Джефри Фэлкон (англ. Jeffrey Falcon) — американский актёр, сценарист, продюсер, мастер боевых искусств, чемпион мира по карате в 1982 году, победитель нескольких чемпионатов по кунг-фу.

## Карьера

### Карьера мастера боевых искусств
Джефри Фэлкон родился и вырос в Калифорнии, где уже с молодых лет начал увлекаться восточными боевыми искусствами. В двадцатилетнем возрасте, на одном из своих первых турниров в США, Джефри одержал свыше 60 побед. Он участвовал во множестве турниров, завоевал звание чемпиона мира по каратэ, занимал первые места на соревнованиях и выигрывал чемпионаты США по кунг-фу и каратэ. Являлся членом «Команды ушу Сан-Франциско» под руководством Энтони Чана и Брайанта Фонга. Изучал многие боевые стили, такие как стиль чой ли фут, которому он обучался под руководством чемпиона Юго-Восточной Азии по фулл-контактным боям Вонга Тат-Мау. Во время визита в Сан-Франциско чемпионов из «Пекинской команды ушу», Джефри занимался у них, изучая техники прямого меча, широкого меча, шеста из трёх звеньев, длинного кулака и формальные упражнения без оружия.
В 1985 году Фэлкон впервые поехал в Китай для тренировок в Пекинском Спортивном университете. Джефри тренировался в команде «Бей Хай Хо Мен», под руководством учителей Джета Ли, мастеров Ву Бина и Ли Чин Фунга. После чего завоевал бронзовую медаль на турнире в китайском городе Сиань, где он выступал в составе сборной США. В этом же году Джефри получил младшую степень мастера боевых искусств, тренируясь в составе «Пекинской профессиональной команды ушу».
На международном семинаре тренеров и судей по ушу, проходившем в Цзинане в 1986 году, Фалкон был официально аккредитован как профессиональный тренер и судья соревнований по китайскому ушу. Также он получил официально сертифицированную степень мастера за длинный кулак, нан-цюань, тай-цзи, прямой меч, широкий меч, шест, копьё и фундаментальные знания в ушу.
В следующем 1987 году Джефри получил диплом мастера китайских боевых искусств на всемирных показательных соревнованиях по боевым искусствам в Тяньцзине, после чего он выступил судьёй на китайском национальном чемпионате по ушу в Цзинане.
В 1988 году Джефри получил диплом профессионального тренера по китайским боевым искусствам, закончив обучение в Пекинском спортивном университете. После чего, завоевав очередные две золотые и одну серебряную медали, на чемпионате США по ушу в Сан-Франциско, он отправился на Тайвань, где начал изучение севернокитайского языка в Тайваньском университете.
Находясь в Тайване, Джефри начал изучать технику железного веера и кулака чёрного тигра у 89-летнего мастера Жанга Ин Чуна, внука знаменитого инструктора боевых искусств при дворе императора династии Цин. 

### Карьера в кино
Джефри Фэлкон был приглашён Стэнли Тонгом, продюсером компании Джеки Чана Golden Way Films на роль в фильме «Инспекторы в юбках», который продюсировал Джеки Чан.

Актриса Синтия Ротрок говорила о нём так:
Джефф — превосходный знаток стилей ушу. Я действительно была под впечатлением от него, и не только из-за его мастерства, но и из-за его истинной любви к боевым искусствам. Этот человек ест, пьет и спит с мыслями о боевых искусствах. Большинство людей желает сделать кинокарьеру ради славы и богатства… Причина Джеффа уникальна. Он хочет, чтобы ушу стал олимпийским видом спорта!
После этого Джефри снялся более чем в 17 фильмах в Гонконге, сам занимался постановкой боёв и выполнением трюков, был первым постановщиком — неазиатом в гонконгском кино. Джеффри Фалкон прожил в КНР шесть лет, год на Тайване и около десяти лет в Гонконге, изучая боевые искусства, буддизм, китайскую культуру и язык, снимаясь в азиатских фильмах и сериалах, и занимаясь бизнесом в материковом Китае.
Вместе со своим другом Лэнсом Манджиа основал компанию Falcon/Mungia Entertainment Corp. Они написали оригинальный сценарий фильма под названием «The Blade», однако в процессе его съёмок выяснилось, что в тот момент готовился фильм с Уэсли Снайпсом, также названный «Blade», поэтому название пришлось сменить на «Шестиструнный самурай». Он является последним фильмом, где снимался Фэлкон.

## Псевдоним
В Гонконге Джефри чаще называют «Ю Чи Фу». Вот как он сам рассказывает о происхождении этого псевдонима:
Два последних иероглифа – Чи Фу – являются прочтением моего имени на китайском. Когда я впервые оказался в Китае и обучался вместе с «Пекинской профессиональной командой ушу» под руководством мастера Ву Бина (учителя Джета Ли), он дал мне это имя, которое буквально значит «герой». К сожалению, в то время я ещё не владел китайским языком, так что я думал, что он называет меня «Маленьким идиотом». Что являлось бы довольно точным описанием уровня моего мастерства в то время. Но это уже другая история… Первый же иероглиф из моего имени – Ю – был дан мне позднее, когда я переехал на Тайвань, моим китайским крестным отцом Ю Чжунг Пингом. Понимаете, на Тайване, как в старом Китае, если вы хотите сделать кого-нибудь своим крестником, то не важно, есть ли между вами родственные связи. Поэтому в знак породнения я и получил фамилию своего крестного.

## Фильмография
| Год  |   | Русское название                  | Оригинальное название        | Роль            |
| ---- | - | --------------------------------- | ---------------------------- | --------------- |
| 1988 | ф | Лучший отряд                      | Ba Wong Fa                   | главарь банды   |
| 1988 | ф | Операция «Розовый взвод»          | Ba wang nu fu xing           | киллер          |
| 1989 | ф | Лучший отряд 2                    | Shen yong fei hu ba wang hua | главарь банды   |
| 1989 | ф | Над законом 2: Ярость блондинки   | Shi jie da shai              | бандит          |
| 1989 | ф | Горящие амбиции                   | Long zhi zheng ba            | киллер          |
| 1990 | ф | Братья вне закона                 | Jui gaai chak paak dong      | бандит с веером |
| 1990 | ф | Принц солнца                      | Tai yang zhi zi              | лама            |
| 1992 | ф | Смертоносный контакт              | Long mao shao xu             | босс            |
| 1992 | ф | —                                 | La kai tie mu                | злодей          |
| 1993 | ф | —                                 | Ren gui pai dang             | н/д             |
| 1993 | ф | —                                 | Qian huo mei gui             | Джефф           |
| 1993 | ф | Изнасилование в нейтральных водах | Gung hoi keung gaan fung     | Алан            |
| 1998 | ф | Шестиструнный самурай             | Six-String Samurai           | Бадди           |